# Rawdat Khuraim
 (septembre 2015).
Si vous disposez d'ouvrages ou d'articles de référence ou si vous connaissez des sites web de qualité traitant du thème abordé ici, merci de compléter l'article en donnant les références utiles à sa vérifiabilité et en les liant à la section « Notes et références ».
Le palais de Rawdat Khuraim est une résidence privée utilisée comme lieu de villégiature par le roi d'Arabie saoudite.
Il est situé a 100 km au nord-est de la ville de Riyad en plein désert au cœur de l'oasis de Rawdat Khuraim.

## Histoire
Le palais a été construit en 2006 à la demande du roi Abdallah pour lui servir de résidence privée à l'écart de Riyad pour pouvoir se reposer avec sa famille.
Le palais est souvent le lieu des rencontres officielles du monarque saoudien avec d'autres chefs d'état notamment le président américain Barack Obama et le président français François Hollande,.

## Réserve naturelle
Le palais est situé au cœur d'une importante réserve naturelle nommé Rawdat Khuraim. 
Rawdat (qui signifie « jardin » en arabe) Khuraim est un beau parc se trouvant à environ 100 km au nord de Riyad. Il est appelé la « Forêt du Roi » parce que le Roi Abdallah y a fait construire son palais privé où il venait généralement au printemps pour se reposer avant les grosses chaleurs de l'été. 
Quand il était encore prince héritier, le roi Abdallah a inauguré le parc animalier de Rawdat Khuraim en 2005. Aujourd'hui, la région sert de sanctuaire pour les diverses espèces rares comme les gazelles et est un paradis pour les ornithologues. De nombreuses universités de Riyad mènent souvent des études et des recherches dans la réserve en raison de la diversité de la flore et de la faune qui s'y trouve.